# Consola central (auto-ràdio)

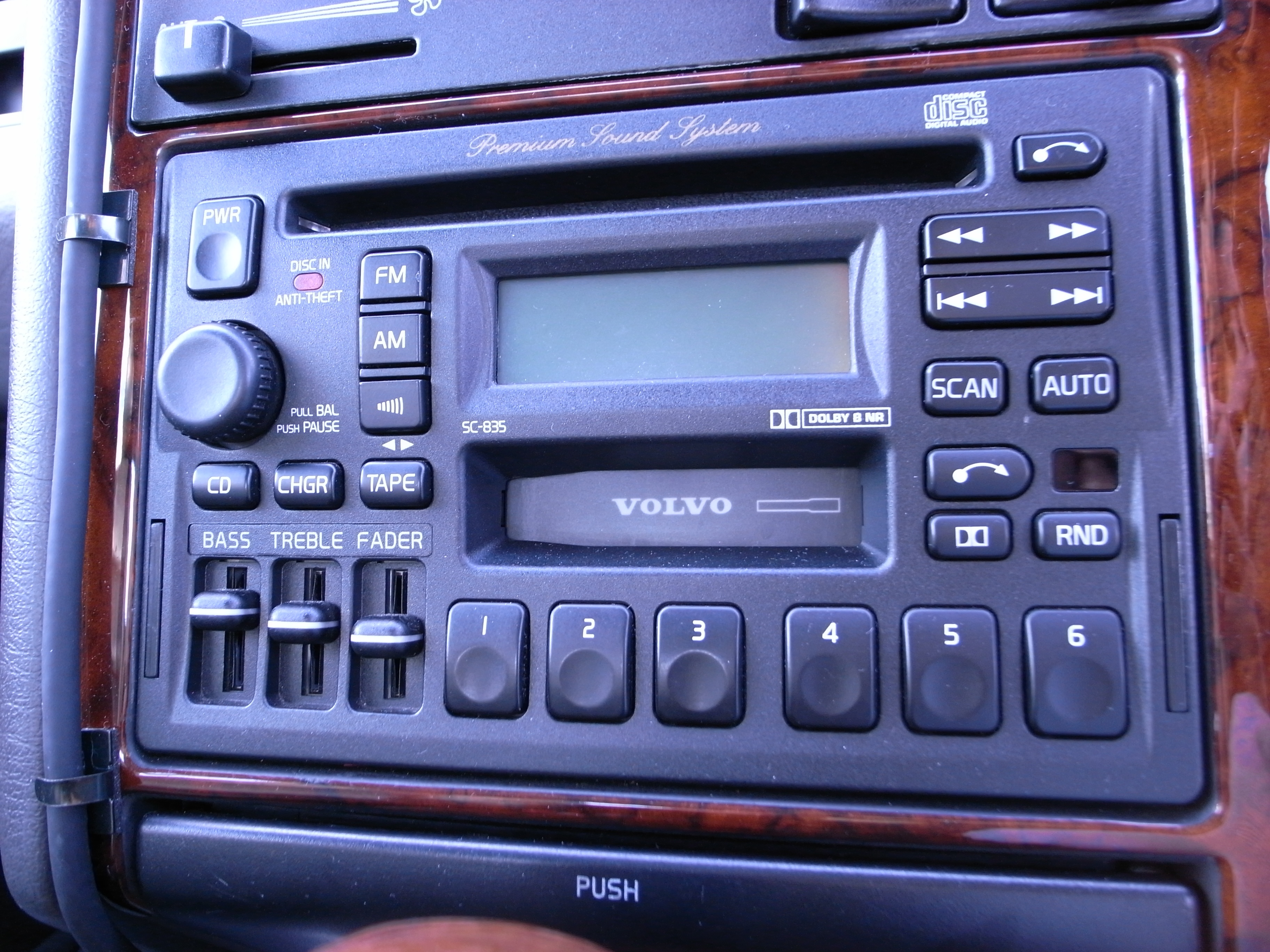
Receptor doble DIN Volvo amb CD i casset

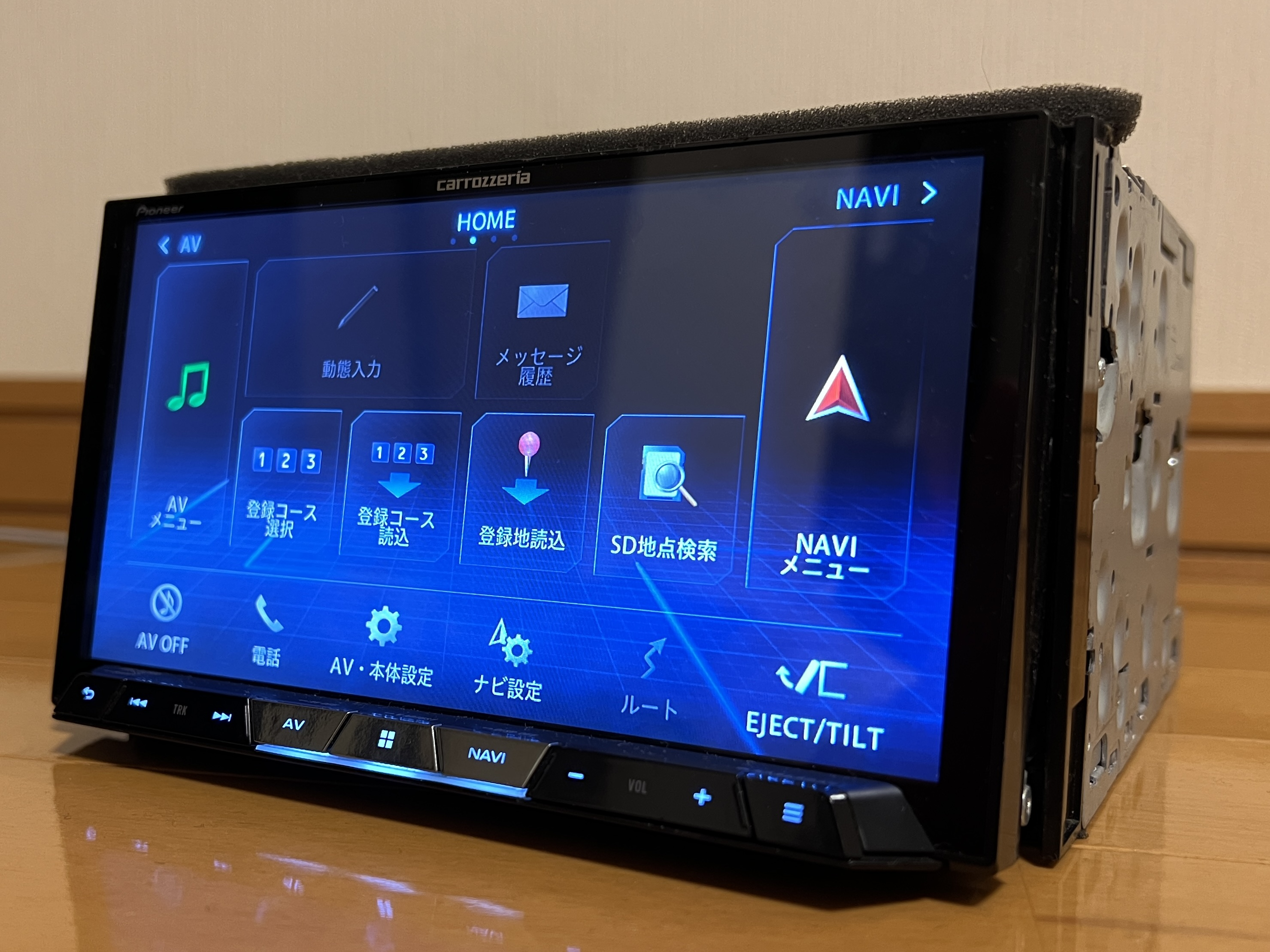
Receptor doble DIN amb gran pantalla tàctil, DVD, 1seg, GPS i SDXC

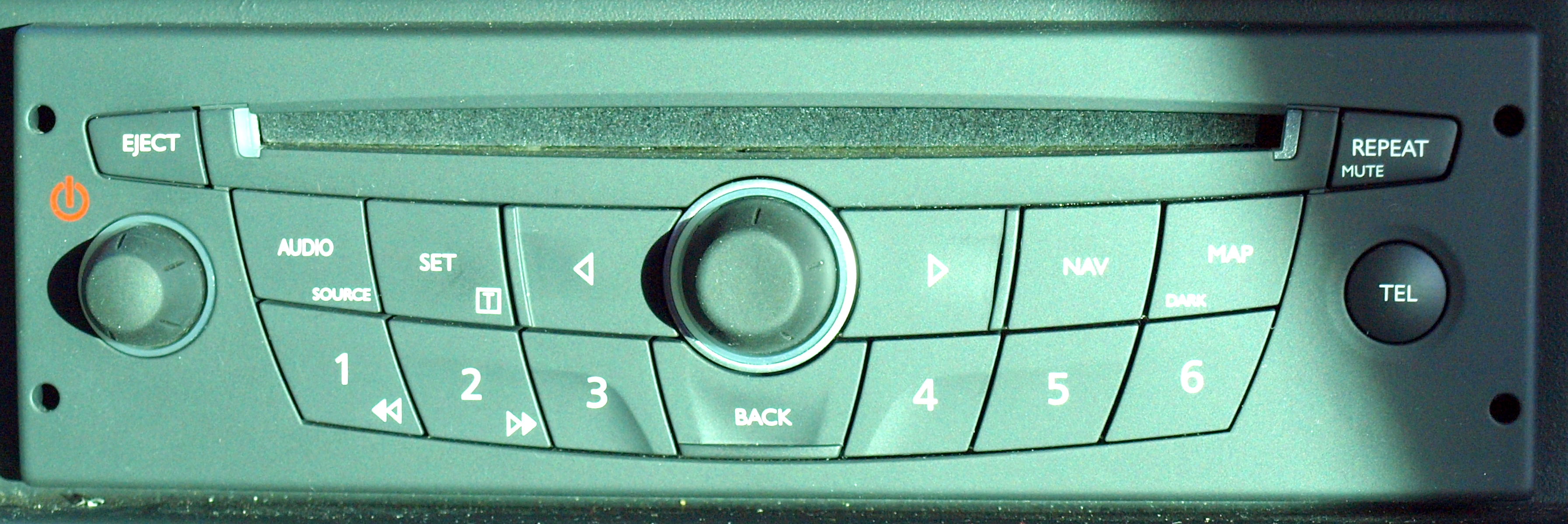
Receptor simple DIN Renault que s'associa a una pantalla separada

Una consola central (auto-ràdio), de vegades anomenada unitat principal o sistema d'informació, és un component que proporciona una interfície unificada per als sistemes "car àudio", que inclou pantalles, botons i controls del sistema per a nombroses funcions integrades d'informació del propi cotxe per navegació o entreteniment. Les unitats principals de cotxe poden rebre altres noms com: 
- ràdio estèreo de cotxe,
- receptor d'automòbil,
- platina d'àudio estèreo.

## Descripció
Com a centrals per als sistemes d'àudio i informació d'un vehicle, les unitats principals estan situades de manera destacada al centre del quadre de comandament o de la consola i proporcionen un paquet electrònic integrat.
La unitat principal proporciona una interfície d'usuari per als components d'informació i entreteniment del vehicle: ràdio AM/FM, DVD / CD, cintes de casset (tot i que ara són poc habituals), USB MP3, càmeres de comandament, navegació GPS, Bluetooth, Wi -Fi. Fi, i de vegades l'estat dels sistemes del vehicle. A més a més, pot proporcionar control de les funcions d'àudio, com ara el volum, la banda, la freqüència, l'equilibri dels altaveus, els greus, els aguts, l'equalització, etc. Amb l'arribada de les càmeres de marxa enrere, la navegació GPS i els DVD, les unitats principals amb pantalles de vídeo estan àmpliament disponibles, integrant el control de veu i el reconeixement de gestos.

## Pantalla compartida

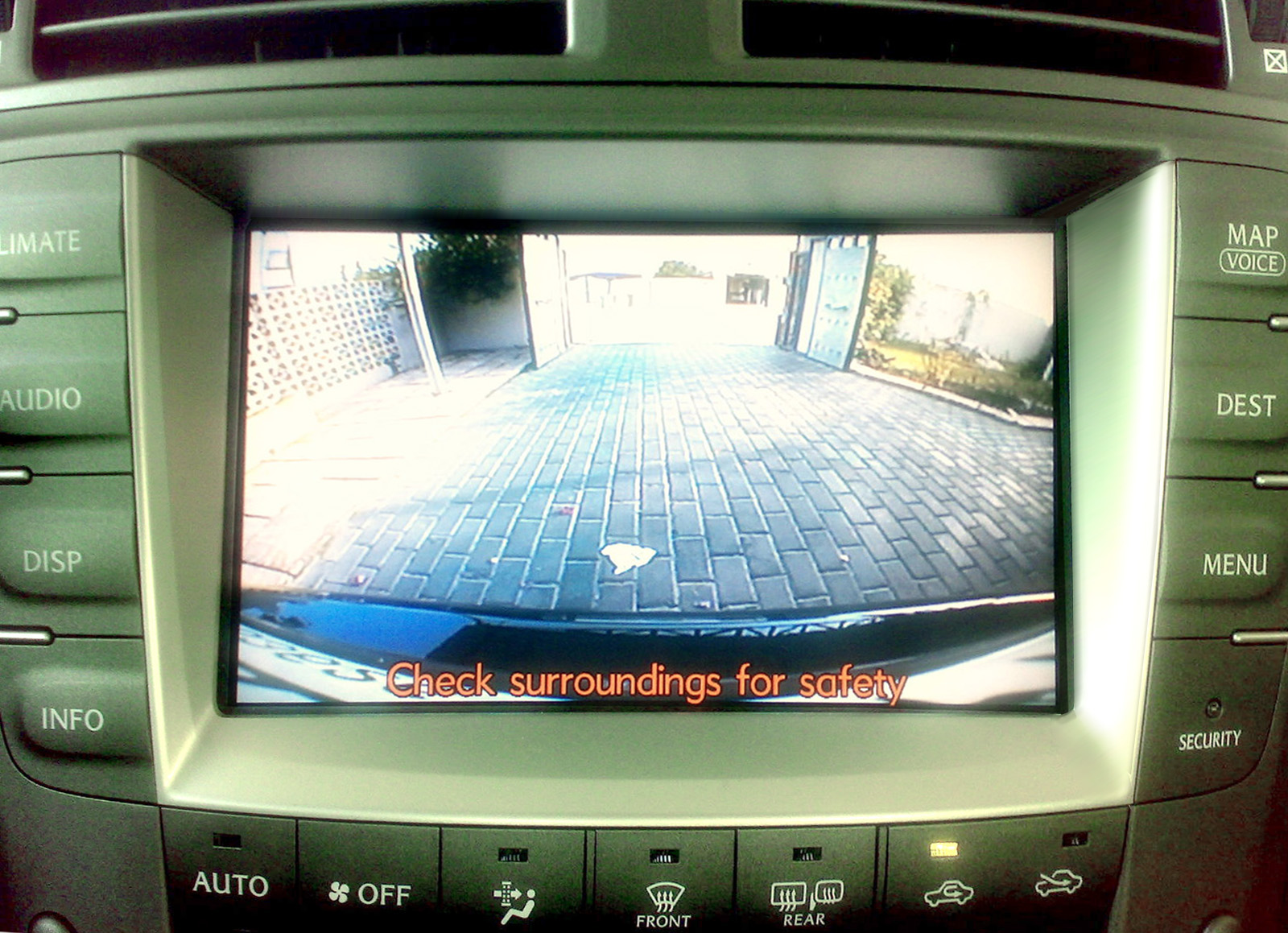
Vista des d'una càmera de marxa enrere sobre una Lexus IS 250.

Actualment hi ha alguns fabricants que comparteixen la pantalla principal del cotxe amb la de l'aparell de ràdio, ja sigui una pantalla de text, una pantalla gràfica o inclús una pantalla de marxa enrere. En aquests casos el mòdul de la ràdio és un perifèric de la pantalla principal, i com a tal no pot funcionar tot sol si es treu del seu entorn.

### Comandament a distància
Es pot fer funcionar la unitat central amb el comandament a distància existent al volant del cotxe. Aquestes unitats centrals porten una entrada a la part posterior, que usant un cable adaptador de comandament a distància, la unitat central es pot connectar directament al sistema de control remot del volant.

## Estàndards de mida

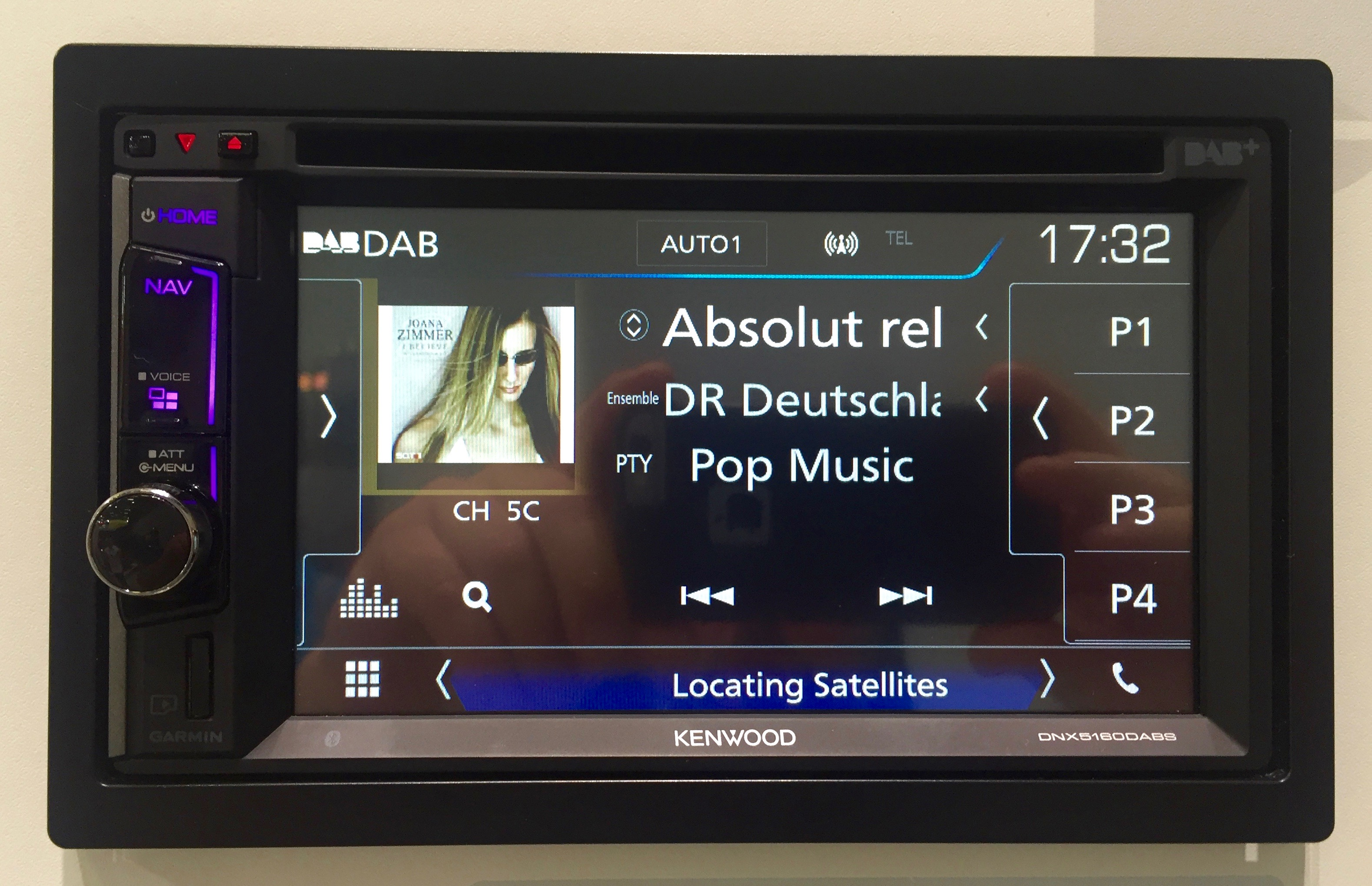
Autoràdio DAB+/AM/FM/LW/CD/DVD/USB/microSDHC/GPS/Bluetooth/CarPlay/AndroidAuto

Una mida de la unitat principal estàndard original és la ISO 7736, desenvolupada pel Deutsches Institut für Normung (DIN) :
DIN senzill (180 × 50 mm o 7.09 × 1.97 in) a Europa, Amèrica del Sud i Australàsia
- A compact size that easily fits into a dashboard, but the unit is not tall enough to accommodate a video display.

DIN doble (180 × 100 mm o 7.09 × 3.94 in) al Japó, el Regne Unit i Amèrica del Nord.
- Doblant l'alçada del DIN únic, es pot instal·lar una pantalla de vídeo o una pantalla tàctil per admetre les GUI del fabricant, Android Auto i/o Apple CarPlay.[3]
- Double DIN is also written as 2 DIN and double din.

Tant per a unitats DIN simples com dobles, la ISO 10487 és l'estàndard de connectors per connectar la unitat principal al sistema elèctric del cotxe.

## Marques de direcció i postvenda
Els fabricants ofereixen unitats centrals DIN i connectors estàndard (anomenades unitats centrals universals), incloent Pioneer, Sony, Alpine, Kenwood, Eclipse, JVC, Boyo, Dual, Visteon, Advent i Blaupunkt.

## Galeria d'imatges

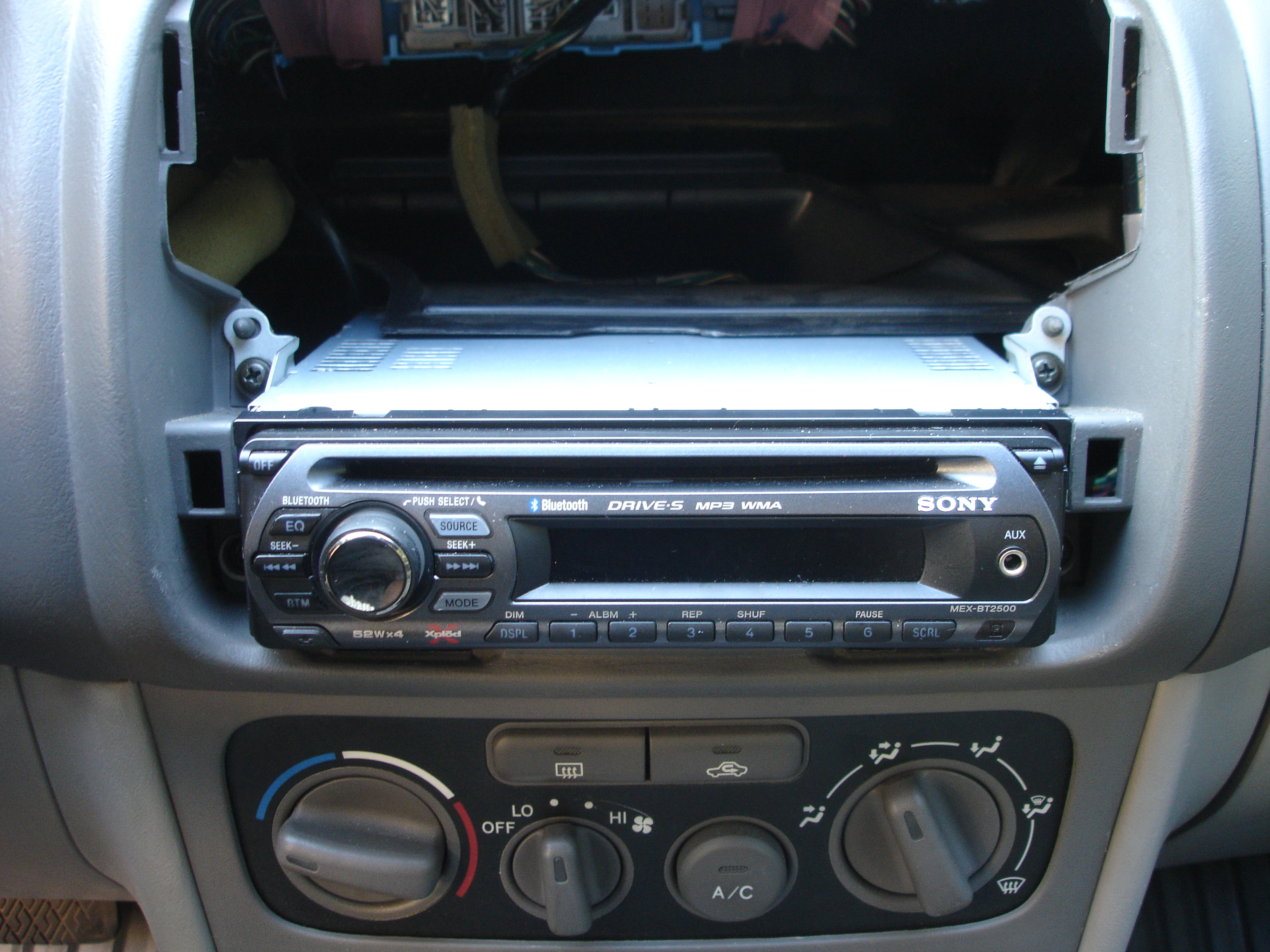
Instal·lació d'una consola auto-ràdio
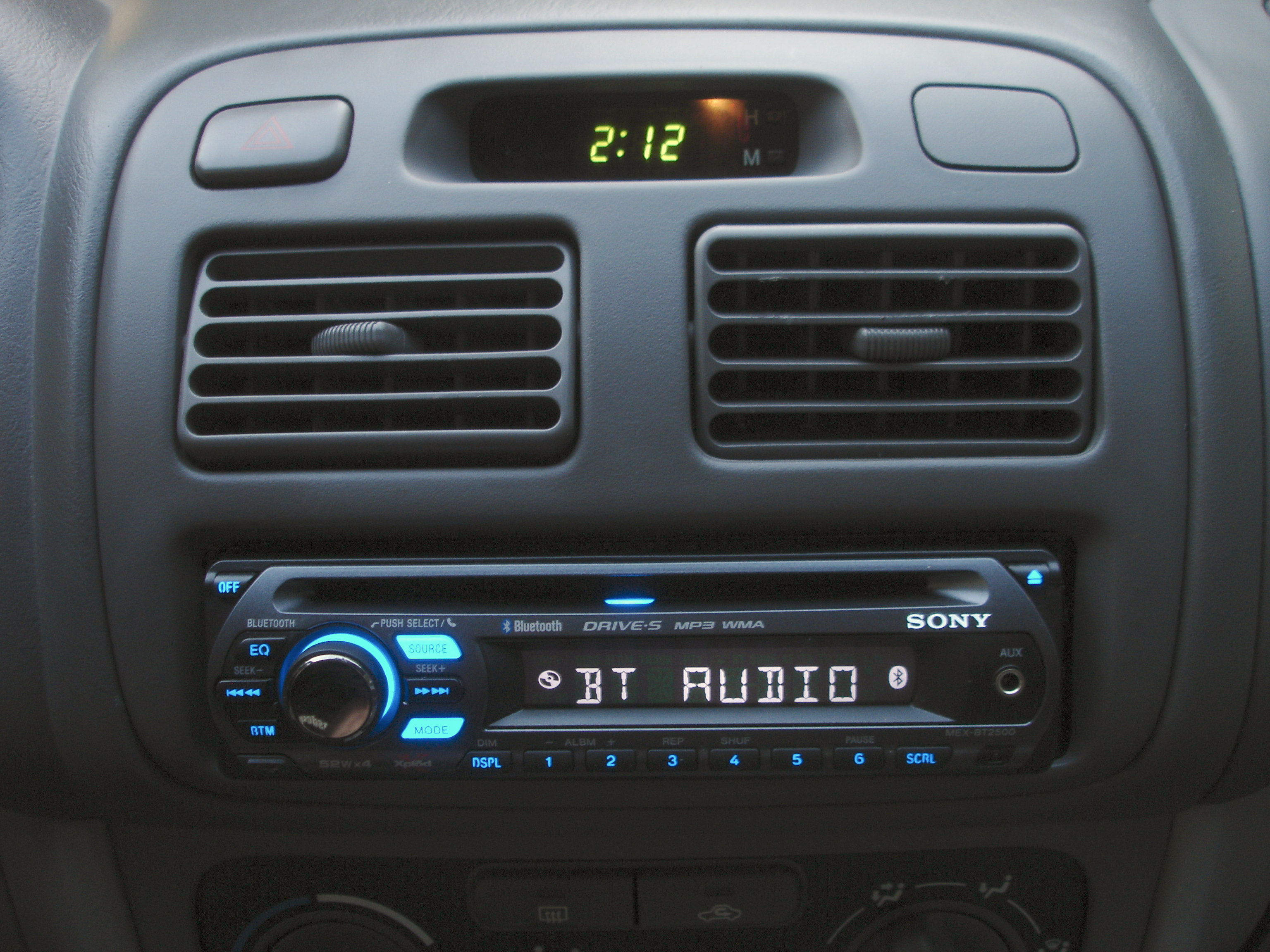
Unitat auto-ràdio encesa, reproduint àudio Bluetooth
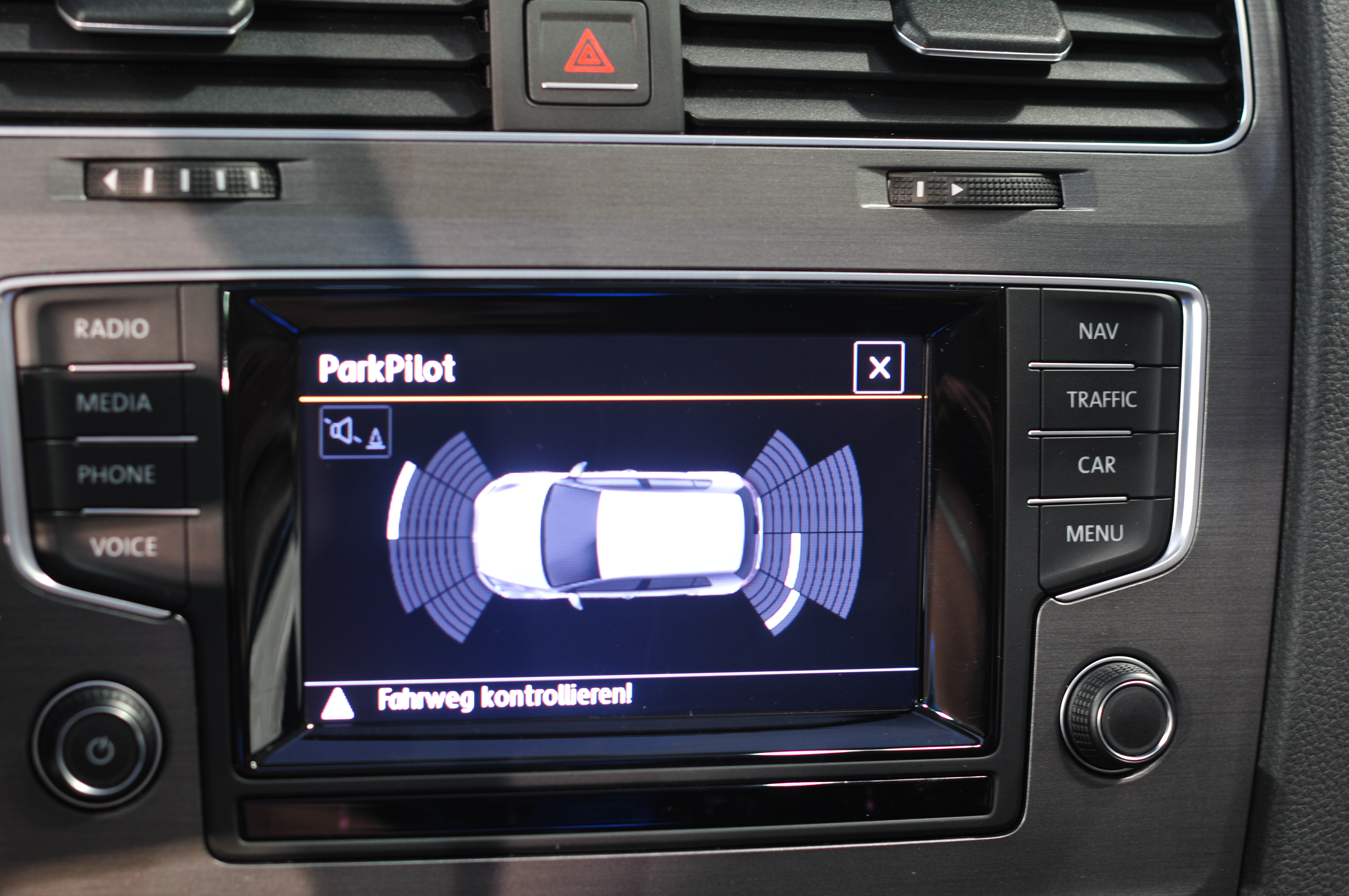
Consola central  mostrant les zones detectades pel sensor d'ultrasons
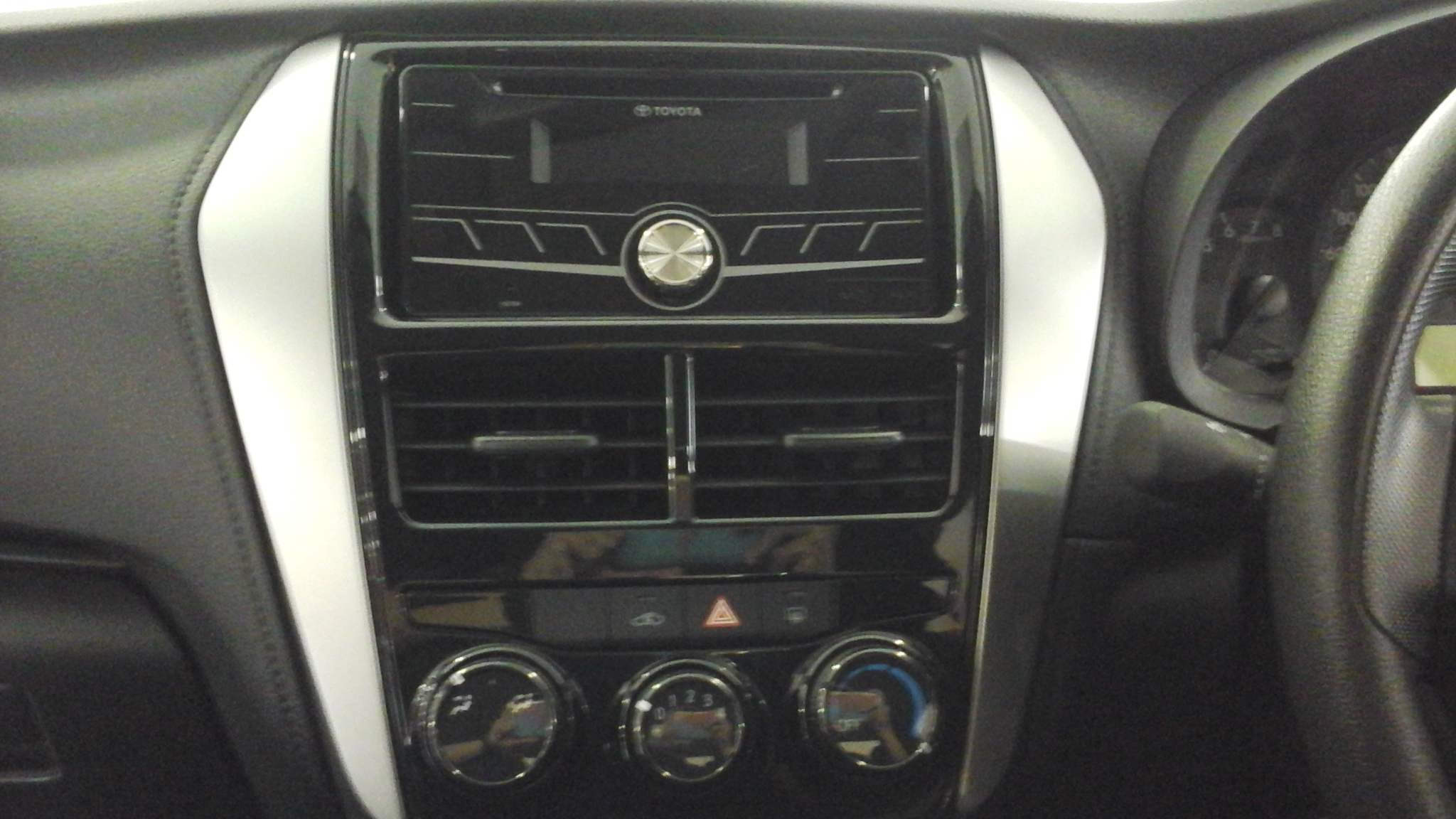
Toyota Vios amb Bluetooth, cable auxiliar, USB i ràdio
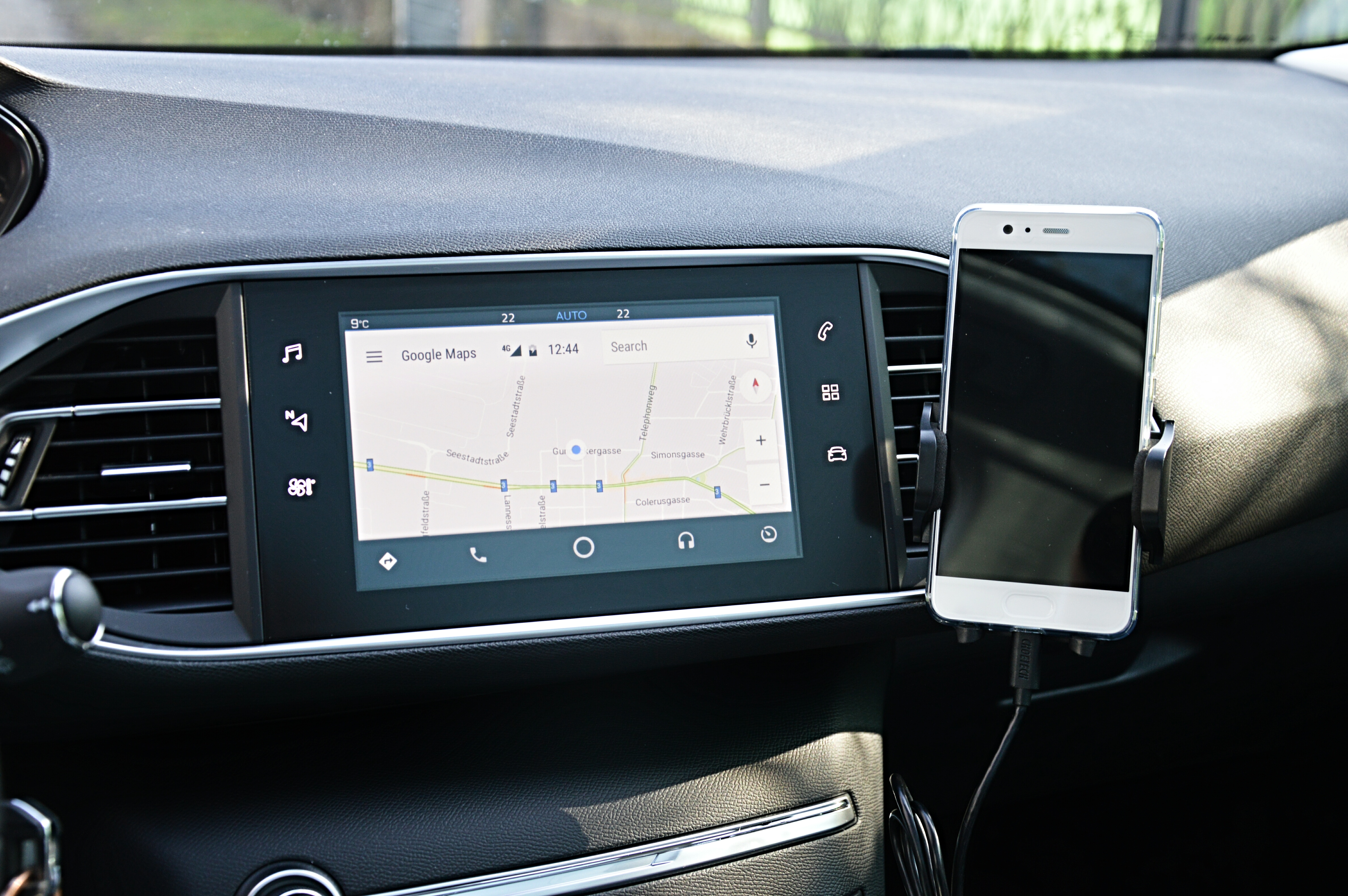
Unitat principal o sistema d'informació amb unitat GPS
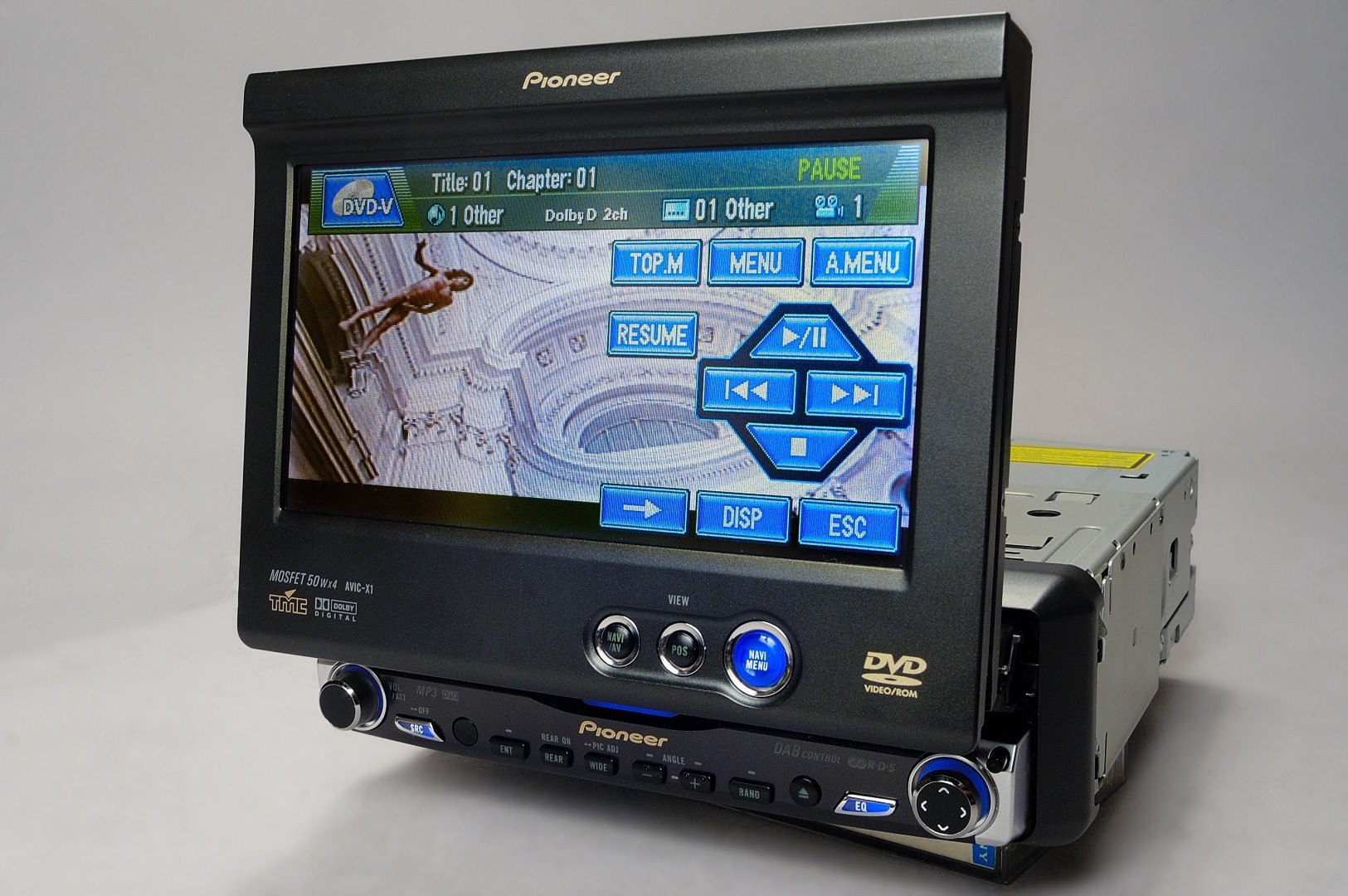
Receptor simple DIN amb una pantalla tàctil retràctil, DVD i GPS
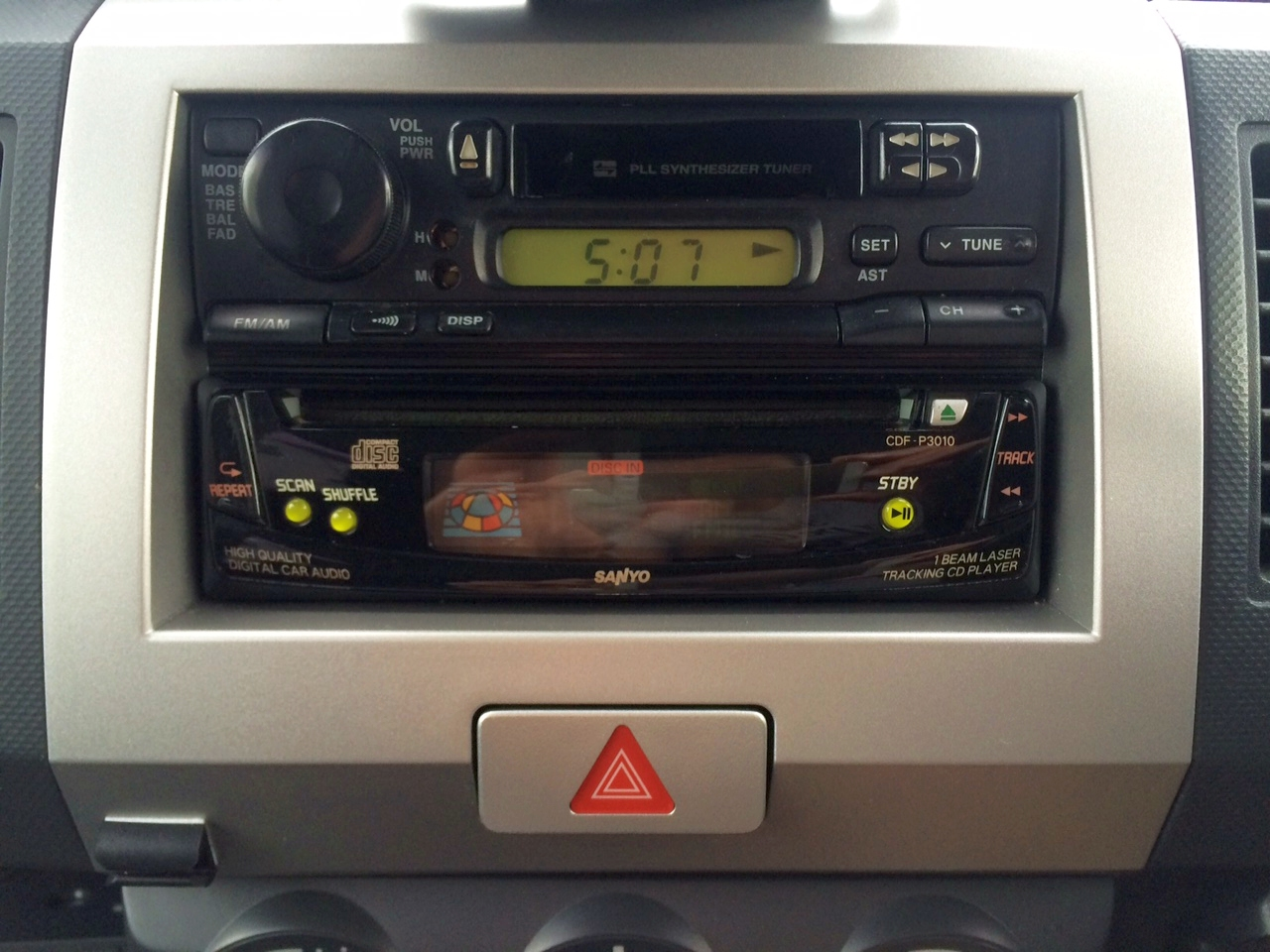
Dos components simple DIN en un espai doble DIN d'un kei car